# Grzywno (jezioro)
Grzywno – jezioro w Polsce, we Włocławku.

## Położenie i charakterystyka
Jezioro leży w Kotlinie Płockiej, w południowej części Włocławka na osiedlu Grzywno, w jednostce Wschód Mieszkaniowy. Natomiast w regionalizacji przyrodniczo-leśnej – w mezoregionie Kotliny Toruńsko-Płockiej. Leży na terenie zlewni bezpośredniej Wisły ze zlewnią elementarną Wisła od Zuzanki do Zgłowiączki. Sam zbiornik wodny jest bezodpływowy. Ulega silnemu zarastaniu i zmianie w torfowisko.
W przeszłości jezioro określane było mianem Grzybno (lata wzmiankowania: 1339, 1591, 1787, 1865). Nazwa Grzywno używana była od połowy XIX w. Po I wojnie światowej powierzchnia jeziora liczyła ok. 6 hektarów. Było ono otoczone bagnami i mniejszymi zbiornikami wodnymi, w tym zarastającym zbiornikiem Żabi Skrzek, położonym na południowy zachód. Po II wojnie światowej okolice jeziora wykorzystywane były jako dzikie wysypisko śmieci, w sąsiedztwie powstała także cegielnia. Pozostałością po jej funkcjonowaniu jest znajdująca się na północny zachód glinianka Nowa Cegielnia.

## Morfometria
Powierzchnia jeziora wynosi 4,3 ha. Maksymalna długość zbiornika wodnego to 280 m, a szerokość 210 m. Głębokość maksymalna wynosi 4,5 m. Według numerycznego modelu terenu udostępnionego przez Geoportal lustro wody znajduje się na wysokości 58,0 m n.p.m., a według innego źródła na wysokości 61 m n.p.m.